# Eugenia neosericea
Eugenia neosericea är en myrtenväxtart som beskrevs av Morais och Marcos Sobral. Eugenia neosericea ingår i släktet Eugenia och familjen myrtenväxter. Inga underarter finns listade i Catalogue of Life.